# Argentina brasiliensis
Argentina brasiliensis is een straalvinnige vissensoort uit de familie van de zilversmelten (Argentinidae). De wetenschappelijke naam van de soort is voor het eerst geldig gepubliceerd in 2004 door Kobyliansky.